# Елизабет фон Хоенлое-Вайкерсхайм
Елизабет фон Хоенлое-Вайкерсхайм (на немски: Elisabeth von Hohenlohe-Weikersheim; † 24 декември 1488) е графиня от Хоенлое-Вайкерсхайм и чрез женитби господарка на Лихтенберг и графиня на Монфор-Ротенфелс-Арген-Васербург в Баден-Вюртемберг.

## Произход
Тя е дъщеря на граф Албрехт I фон Хоенлое-Вайкерсхайм († 1429) и съпругата му Елизабет фон Ханау († 1475), дъщеря на Улрих V фон Ханау († 1416) и графиня Елизабет фон Цигенхайн († 1431).

## Фамилия
Първи брак: на 25 февруари 1441 г. за Лудвиг V фон Лихтенберг (* 12 май 1417; † 25 февруари 1471), вторият син на Лудвиг IV фон Лихтенберг (1396 – 1434) и маркграфиня Анна фон Баден (1399 – 1421). Лудвиг V се разболява тежко. Двамата имат две дъщери:
- Анна (* 25 октомври 1442, Лихтенау; † 24 януари 1474), наследничка на Господство Лихтенберг, омъжена на 3 септември 1458 г. в Ханау за граф Филип I Стари фон Ханау-Бабенхаузен (1417 – 1480).
- Елизабет (* 9 август 1444; † 21 януари 1495), наследничка, омъжена за граф Симон IV Векер фон Цвайбрюкен-Бич (1446 – 1499)

Втори брак: ок. 31 август 1476 г. за граф Хуго XIII (XI) фон Монфор-Ротенфелс-Арген-Васербург (* ок. 1450; † ок. 16 октомври 1491), петият син на граф Вилхелм IV фон Монфор-Тетнанг († 1439) и Кунигунда фон Верденберг († 1443). Тя е втората му съпруга. От първия брак той има шест деца. Бракът е бездетен.